# Kanonischer stochastischer Prozess
Ein kanonischer stochastischer Prozess, kurz kanonischer Prozess, ist in der Wahrscheinlichkeitstheorie eine allgemeine Formulierung eines stochastischen Prozesses, die sich durch ihre Einfachheit auszeichnet. Dabei werden die Koordinatenabbildungen eines großen zugrundeliegenden Wahrscheinlichkeitsraumes als Zufallsvariablen des stochastischen Prozesses aufgefasst. Der zugrundeliegende Messraum wird dann auch als kanonischer Raum bezeichnet.

## Definition
Gegeben sei eine beliebige nichtleere Indexmenge {\displaystyle I} sowie eine nichtleere Grundmenge {\displaystyle E} und eine σ-Algebra {\displaystyle {\mathcal {E}}} auf dieser Grundmenge. Betrachtet man die Projektionen
{\displaystyle \pi _{i}:(E^{I},{\mathcal {E}}^{\otimes I})\to (E,{\mathcal {E}})},
die für alle {\displaystyle i\in I} definiert sind durch
{\displaystyle \pi _{i}(\omega )=\omega _{i}},
so heißt der stochastische Prozess {\displaystyle (X_{i})_{i\in I}:=(\pi _{i})_{i\in I}} der kanonische Prozess auf {\displaystyle (E^{I},{\mathcal {E}}^{\otimes I})}. Der Messraum {\displaystyle (E^{I},{\mathcal {E}}^{\otimes I})} heißt dann auch der kanonische Raum des Prozesses.

## Bemerkung
Die Verteilungen der Zufallsvariablen {\displaystyle (X_{i})_{i\in I}} werden durch die Vorgabe eines Wahrscheinlichkeitsmaßes {\displaystyle P} auf dem Messraum {\displaystyle (E^{I},{\mathcal {E}}^{\otimes I})} definiert, sie sind dann genau die eindimensionalen Randverteilungen. Hierfür benötigt man unter Umständen Aussagen über die Existenz von Wahrscheinlichkeitsmaßen auf abzählbaren oder überabzählbaren Produkten von Mengen wie den Satz von Ionescu-Tulcea oder den Erweiterungssatz von Kolmogorov.

## Beispiel
Betrachtet man die Indexmenge {\displaystyle I=\mathbb {N} } sowie als Grundraum {\displaystyle E=\mathbb {R} } versehen mit der Borelschen σ-Algebra, also {\displaystyle {\mathcal {E}}={\mathcal {B}}(\mathbb {R} )} und ein beliebiges Wahrscheinlichkeitsmaß {\displaystyle {\tilde {P}}} auf {\displaystyle (\mathbb {R} ,{\mathcal {B}}(\mathbb {R} ))} sowie das Produktmaß {\displaystyle P={\tilde {P}}^{\otimes \mathbb {N} }}, so besitzen die Projektionen auf die einzelnen Komponenten die Verteilungen {\displaystyle P_{\pi _{i}}={\tilde {P}}}. Der kanonische Prozess liefert hier aufgrund der Eigenschaften des Produktmaßes unabhängig identisch {\displaystyle {\tilde {P}}}-verteilte Zufallsvariablen.